# Economia das artes e literatura
Economia das artes e literatura, economia da filosofia ou economia cultural (usada abaixo por conveniência) é um ramo da economia que estuda a economia da criação, distribuição e consumo de obras de arte, literatura e produtos criativos e / ou culturais semelhantes. Por muito tempo, o conceito de "artes" ficou confinado às artes visuais (por exemplo, pintura) e artes cênicas (música, teatro, dança) na tradição anglo-saxônica. O uso se ampliou desde o início da década de 1980 com o estudo da indústria cultural (cinema, programas de televisão, edição de livros e periódicos e edição musical) e a economia das instituições culturais (museus, bibliotecas, edifícios históricos). O campo é codificado como JEL: Z11 no sistema de classificação do Journal of Economic Literature usado para pesquisas de artigos.
A vendagem de livros com valor literário e filosófico triplicaram ao menos depois das eleições de 2018.

## Crítica legal
Em muitos leilões de arte, a origem do dinheiro do licitante costuma ser difícil de identificar ou as obras são adquiridas por um comprador anônimo.
Os encarregados da aplicação da lei dizem que o alto nível de sigilo se tornou uma desvantagem, pois deixa o processo disponível para os lavadores de dinheiro. De acordo com o FBI e a Interpol, “em comparação com outros setores comerciais, o mercado de arte enfrenta um risco maior de exposição a práticas financeiras duvidosas” porque “o volume de transações legalmente questionáveis é visivelmente maior do que em outros mercados globais”.

## Economia do patrimônio cultural
O patrimônio cultural se reflete em bens e imóveis. A gestão e regulamentação dos museus estão a ser estudadas nesta área.